# Gabriel Pizarro
Gabriel Alejandro Pizarro (San Juan, 19 novembre 1979) è un ex rugbista a 15 argentino naturalizzato italiano, in carriera attivo nel ruolo di tre quarti centro, tra gli altri, nei club di Rovigo, Benetton, con cui vinse due scudetti, Viadana e nella franchise degli Aironi.

## Biografia
Pizarro nacque a San Juan, in Argentina; arrivò in Italia nel 2004 esordendo con la maglia del Modena, quindi una stagione di Super 10 con i rosso-blu di Rovigo, per poi essere ingaggiato dal Benetton con cui vinse due titoli italiani nel 2005-06 e 2006-07; successivamente, nell'estate 2007 passò al Rovigo, rimanendovi fino al 2010 come giocatore di riferimento per la linea dei tre quarti.
Nel 2010 firmò un contratto che lo legherò per due anni alla neonata franchigia degli Aironi in Celtic League.
Al termine dell'esperienza degli Aironi, scioltosi al termine della stagione 2011-12, decise di firmare per il Viadana che ricostituì la prima squadra in Eccellenza, andando a ricoprire il ruolo di capitano dei giallo-neri nel 2013-14.
Nell'estate 2014, dopo 10 anni trascorsi in Italia, fece ritorno nel suo Paese d'origine, accasandosi al club Santiago L.T.C.

## Palmarès
- Campionati italiani: 2
Benetton Treviso: 2005-06, 2006-07
- Trofei Eccellenza : 1
Viadana: 2012-13